# زتا گوررس
زتا سلستینو اولیوروس گوررس (زادهٔ ۱۸ آوریل ۱۹۸۲) بوکسور حرفه‌ای سابق فیلیپینی است که یک‌بار برای کسب عنوان قهرمانی سازمان جهانی بوکس در دسته فوق سبک‌وزن به رقابت پرداخت.

## زندگی شخصی
گوررس برادری به نام جون گوررس دارد که پیش‌تر بوکسور بوده، اما در یک درگیری خیابانی به‌دست یک چاقوکش، کشته شده است. نام واقعی او ترکیبی از نام‌های والدینش است؛ زتا، مادر و سلستینو، پدر گوررس است. گوررس با داتچس گوررس ازدواج کرده و چهار فرزند دارد.

## حرفه بوکس
گوررس از ۹ سالگی به تمرین بوکس پرداخت. او فعالیت حرفه‌ای خود را از ۳۱ مارس ۲۰۰۱ آغاز کرد. پس از پیروزی در ۱۳ مسابقه متوالی، در ۱ ژوئن ۲۰۰۳ با ادگار رودریگو برای کسب عنوان قهرمانی فوق سبک‌وزن فیلیپین به رقابت پرداخت. با این حال، او در دور نهم با ناک‌اوت فنی به رودریگو باخت که نخستین شکست او بود.
یکی از پیروزی‌های مهم گوررس، پیروزی او بر گلن دونیر در دور نخست بود. این مسابقه در ۱۹ مارس ۲۰۰۵ در ایالات متحده برگزار شد.
حدود یک سال بعد، او عنوان قهرمانی شورای جهانی بوکس در دسته فوق سبک‌وزن را در برابر وئن پتچ چواناتانا به دست آورد.
در ۲۴ فوریه ۲۰۰۷، گوررس فرصت یافت تا برای عنوان جهانی رقابت کند و با قهرمان سازمان جهانی بوکس در وزن فوق سبک‌وزن، فرناندو مونتیل، در یک مبارزه که در زادگاه گوررس برگزار شد، به رقابت پرداخت. در این مبارزه، گوررس دو بار (یک‌بار در دور دهم و دیگری در دور دوازدهم) به‌دلیل گرفتن حریف، کسر امتیاز شد. مونتیل در این مسابقه پیروز شد و عنوان خود را با تصمیم داوران حفظ کرد.
او در تاریخ ۲ فوریه ۲۰۰۸ با ویک دارچینیان، قهرمان پیشین سبک‌وزن فدراسیون بین‌المللی بوکس، در یک مبارزه برای عنوان قهرمانی فدراسیون بین‌المللی بوکس به رقابت پرداخت. برنده این مسابقه باید با قهرمان فوق سبک‌وزن فدراسیون بین‌المللی بوکس، دیمیتری کریلوف از روسیه، که بعداً در تاریخ ۲ اوت ۲۰۰۸ توسط دارچینیان شکست خورد، روبه‌رو می‌شد. با این حال، این مبارزه به‌دلیل قضاوت ضعیف و پرتاب بطری از سوی تماشاگرانی که از آن مبارزه خوششان نیامده بود، لکه‌دار شد. سرانجام این مسابقه به تساوی کشید. با این حال، ویک دارچینیان به‌دلیل رنکینگ بالاتر نسبت به گوررس در فدراسیون بین‌المللی بوکس، حق رقابت برای قهرمانی را به‌دست‌آورد.
گوررس به دسته وزن بنتام‌وید منتقل شد و نخستین مسابقه خود در این دسته را در تاریخ ۱۴ مارس ۲۰۰۹ با پیروزی به پایان رساند. در این مبارزه، او روبرتو کارلوس لیوا، قهرمان پیشین فدراسیون بین‌المللی بوکس را در هفت دور شکست داد.

### آسیب‌دیدگی
در تاریخ ۱۳ نوامبر ۲۰۰۹، پس از پیروزی در یک مبارزه ۱۰ دور در برابر لوئیس مندز، که در آن با گذشت ۳۰ ثانیه به پایان دور آخر به زمین افتاد، گوررس در رینگ به زمین‌خورد و با برانکارد از رینگ خارج شد. او تحت عمل جراحی برای کاهش ورم در سمت چپ مغز خود قرار گرفت. در ابتدا، پزشکان قصد داشتند او را برای چند روز در کما نگه‌دارند، اما گوررس به‌مراتب بهتر شد و به درمان‌ها واکنش نشان داد و از کما خارج شد. این آسیب به پایان حرفه بوکس گوررس انجامید.